# Miklós Réthelyi
Miklós Réthelyi (ur. 8 czerwca 1939 w Zalaegerszegu) – węgierski lekarz i nauczyciel akademicki, profesor, w latach 2010–2012 minister zasobów narodowych.

## Życiorys
W 1963 ukończył studia medyczne na Uniwersytecie w Peczu. W 1972 został kandydatem nauk w zakresie biologii, doktoryzował się z medycyny w 1982. Długoletni pracownik naukowy Uniwersytetu Semmelweisa w Budapeszcie, na którym objął stanowisko profesora. Między 1986 a 2010, kiedy to został profesorem emerytowanym, kierował różnymi jednostkami tej uczelni. W latach 1991–1995 zajmował stanowisko jej rektora. Od 1978 do 1984 pracował także na University of North Carolina at Chapel Hill w laboratorium Edwarda Perla. W pracy naukowej specjalizował się w zagadnieniach z zakresu anatomii, embriologii i histologii.
W międzyczasie był dyrektorem departamentu edukacji w ministerstwie spraw społecznych (1990–1991) oraz departamentu nauki w resorcie edukacji (1998–1999). W maju 2010 w drugim rządzie Viktora Orbána stanął na czele nowo utworzonego ministerstwa zasobów narodowych, odpowiedzialnego za kwestie edukacji, zdrowia, spraw społecznych, kultury i sportu. Zgodnie ze złożoną wówczas zapowiedzią ustąpił po dwóch latach w maju 2012. W tym samym roku został przewodniczącym węgierskiego komitetu ds. UNESCO.